# Cobie Durant
Decobie Durant (Lamar, Carolina del Sur, 9 de febrero de 1998) más conocido como Cobie Durant, es un jugador profesional estadounidense de fútbol americano que se desempeña en la posición de cornerback en Los Angeles Rams, en la National Football League (NFL).

## Carrera
Fue seleccionado en la cuarta ronda en la Reunión Anual de Selección de Jugadores de la NFL de 2022. Hizo su debut profesional con el equipo Los Angeles Rams, donde lleva jugando dos temporadas.